# Chery Omoda 5
El Chery Omoda 5 és un vehicle multisegment compacte produït per Chery d'ençà de 2022. L'Omoda 5 és el primer producte de la sèrie de productes Omoda, una de les línies de productes de Chery juntament amb la sèrie Tiggo. A la línia Omoda s'hi uniran tres futurs models, ço és, Omoda 3, Omoda 7 i Omoda 9. En diversos mercats, el model es comercialitza com a Omoda C5 o simplement Omoda 5, sota la marca separada Omoda que es posiciona més de luxe que la marca Chery.
Segons Chery, la lletra "O" d'Omoda representa "nou de trinca", mentre que "Moda" significa una tendència de moda. En alguns mercats occidentals, la "O" es va descriure com a derivada de la paraula "oxigen", mentre que "Moda" significa "modern".

## Presentació

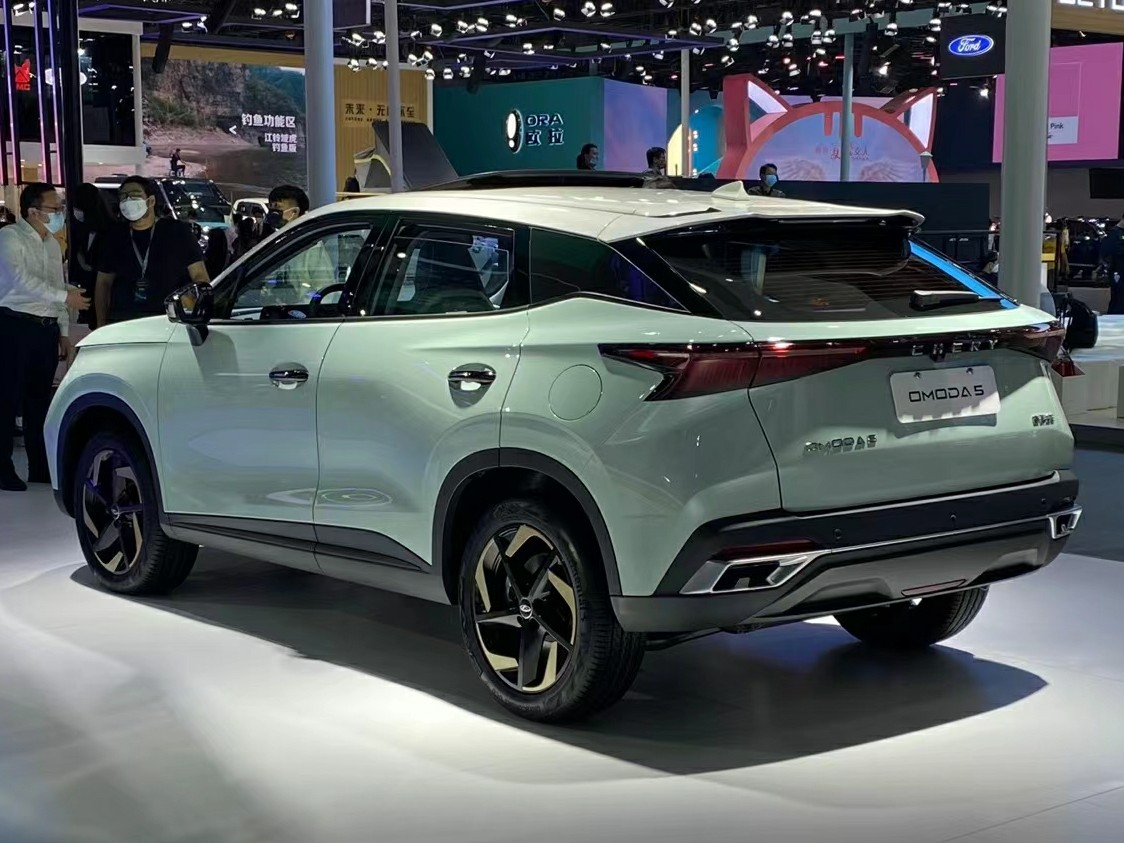
Chery Omoda 5, posterior

L'Omoda 5 es va presentar durant el Saló de l'Automòbil de Guangzhou 2021 al novembre. La producció va començar el febrer de 2022, amb el llançament programat a diversos mercats estrangers. Es va posar a la venda a la Xina el segon trimestre del 2022.
Conegut amb el nom en clau XC abans del seu llançament, l'Omoda 5 és el primer model crossover de productes Chery 4.0 que inclou el nou llenguatge d'estil "Art in Motion" de Chery que es va llançar, i es va llançar el segon trimestre de 2022.
L'interior de l'Omoda 5 està equipat amb dues pantalles corbes digitals integrades d'alta definició de 10,25 polzades, que proporcionen un control intuïtiu per a la configuració de la conducció, clima i entreteniment.

## Característiques tècniques
L'Omoda 5 es presenta amb un motor Kunpeng Power ACTECO TGDI d'1,6 litres turboalimentat, 197 CV i 290 Nm acoblat a una transmissió de doble embragatge de 7 velocitats. Més tard s'hi van afegir una versió propulsada per un motor d'1,5 litres sense compressor, una versió impulsada per un motor turboalimentat d'1,5 litres i un motor híbrid suau de 48 V.

## Mercat internacional
L'Omoda 5 es va llançar al mercat xinès el 2022 i la producció va començar el febrer de 2022, amb plans de llançament a Rússia, Europa, Austràlia, Nova Zelanda, Malàisia, Myanmar, Vietnam, Ucraïna, Tailàndia, Indonèsia, Sud-àfrica, Brasil i fins i tot Costa Rica.

## Mercat europeu
Orientat al mercat europeu, el Grup Chery va ultimar les negociacions l'abril de 2024, cara un acord amb Btech per a fabricar l'Omoda 5 (entre altres) a les antigues instal·lacions de Nissan a Barcelona, marcant un nova fita en la història de la indústria automobilística a Catalunya.